# Air Solok Batu
Air Solok Batu is een bestuurslaag in het regentschap Banyuasin van de provincie Zuid-Sumatra, Indonesië. Air Solok Batu telt 1636 inwoners (volkstelling 2010).